# Schwarzbauchamarant
Der Schwarzbauchamarant (Lagonosticta rara), auch Seltener Amarant oder Schwarzbäuchiger Amarant genannt, ist eine afrikanische Art aus der Familie der Prachtfinken. Für die Art werden zwei Unterarten unterschieden.

## Beschreibung
Der Schwarzbauchamarant hat ein matt burgunderfarbenes Gefieder. Die Augenzügel, der Bürzel und die Oberschwanzdecken sind scharlachrot. Die Augen sind dunkelbraun, der Schwanz ist schwärzlich, wobei die Seiten des Unterschnabels korallenrot sind. Das Gefieder der Weibchen ist bräunlicher.

## Verbreitung und Lebensweise
Der Schwarzbauchamarant kommt in einem breiten Band vom Osten im Südosten Senegals bis in den Westen Kenias vor. Die Unterart L. r. forbesi kommt dabei vom Südosten Senegals über Guinea-Bissau, Guinea, Sierra Leone und die Savannengebiete Nigerias vor. Das Verbreitungsgebiet der Nominatform L. r. rara reicht vom Norden Kameruns über den äußersten Norden der Demokratischen Republik Kongo, den Südwesten Sudan, Uganda und den Westen Kenias.
Schwarzbauchamarante leben einzeln oder paarweise und sind nach dem Ende Brutzeit auch in Familiengruppen sowie größeren Schwärmen zu beobachten. Gelegentlich ist er mit dem Dunkelroten Amarant vergesellschaftet. Ihr Lebensraum sind Graslandschaften der nördlichen Guineasavanne sowie felsiges Gelände und lockeres Buschland. Sie kommen außerdem in Galeriewäldern sowie auf Kulturland vor. Ihre Nahrung besteht überwiegend aus Grassamen sowie während der Brutzeit Insekten und andere Kleinlebewesen. Die Brutzeit fällt in Nigeria in den Zeitraum Juli bis November, im Nordosten der Demokratischen Republik Kongo dagegen in den Zeitraum September bis November. Das Gelege besteht aus drei bis vier Eier. Beide Geschlechter brüten.
Der Brutparasit des Schwarzbauchamarants ist die Kamerunwitwe (Vidua camerunensis).

## Haltung
Der Schwarzbauchamarant wurde erstmals im Jahr 1903 importiert. Danach blieb er über lange Zeit eine Seltenheit im Handel. Erst in den letzten Jahren gelangen Schwarzbauchamaranten regelmäßig in den Handel. Sie werden seit einiger Zeit von einem Liebhaberkreis regelmäßig gezüchtet.

## Belege

### Einzelbelege
1. ↑  Nicolai u. a., S. 143.
2. ↑  Nicolai u. a., S. 143.